# Барчеллона-Поццо-ді-Готто
Барчеллона-Поццо-ді-Готто, Барчеллона-Поццо-ді-Ґотто (італ. Barcellona Pozzo di Gotto, сиц. Barcillona) — муніципалітет в Італії, у регіоні Сицилія, метрополійне місто Мессіна.
Барчеллона-Поццо-ді-Готто розташована на відстані близько 480 км на південний схід від Рима, 165 км на схід від Палермо, 30 км на захід від Мессіни.
Населення — 41 618 осіб (2014).
Щорічний фестиваль відбувається 20 січня. Покровитель — San Sebastiano.

## Демографія
Населення за роками:

Станом на 1 січня 2023 року в муніципалітеті офіційно проживало 2757 іноземців з 69 країн, серед них 585 громадян країн Євросоюзу та 37 громадян України.

## Сусідні муніципалітети
- Кастрореале
- Мері
- Мілаццо
- Санта-Лучія-дель-Мела
- Терме-Вільяторе